# گریت اند لیتل پلامستد
گریت اند لیتل پلامستد (به انگلیسی: Great and Little Plumstead) یک روستا و محله مدنی در بریتانیا است که در Broadland واقع شده‌است. گریت اند لیتل پلامستد ۱۱٫۰۴ کیلومتر مربع مساحت و ۳٬۱۳۵ نفر جمعیت دارد.